# Grenant
Grenant település Franciaországban, Haute-Marne megyében. Lakosainak száma 150 fő (2022. január 1.). Grenant Champsevraine, Coublanc, Saulles és Champlitte községekkel határos.

## Népesség
A település népességének változása:
| Lakosok száma | 221  | 190  | 174  | 153  | 150  | 149  | 148  | 151  | 153  | 150  |
|               | 1968 | 1982 | 1990 | 2006 | 2013 | 2015 | 2017 | 2019 | 2020 | 2022 |